# Josef Bossong
Josef Franz Bossong (* 14. August 1879 in Anholt (Kreis Borken); † 20. Oktober 1965 in Bremen) war ein Bremer Politiker (Zentrum, CDU) und Mitglied der Bremischen Bürgerschaft.  

## Biografie
Bossong war der Sohn von Johann Heinrich Bossong. Er war  Handelsvertreter in Bremen und zwei Mal verheiratet. Einer seiner Enkel ist der Sozialwissenschaftler Horst Bossong, seine Urenkelin die Schriftstellerin Nora Bossong.
Bossong war Mitglied des katholischen Zentrums und nach 1945 der CDU.
Vom November 1946 bis 1951 war er Mitglied der ersten gewählten Bremischen Bürgerschaft und in Deputationen der Bürgerschaft tätig. Zuvor war er bereits 1927 Bürgerschaftsabgeordneter für das Zentrum. 